# Skawina
Skawina est une ville située dans le Sud de la Pologne. Elle fait partie de la Voïvodie de Petite-Pologne.
Elle abrite le siège polonais du groupe agroalimentaire allemand Bahlsen ainsi que l'unique usine hors d'Allemagne de la société.

## Jumelage
- Thetford (Royaume-Uni)
- Civitanova Marche (Italie)
- Hürth (Allemagne)